# Ramona Koonings
Ramona Koonings, artiestennaam van Ramona Poels (Deurne, 25 mei 1981) is een Nederlandse ondernemer, bruidsmodeontwerper en televisiepersoonlijkheid.
Ze is eigenaresse van Koonings The Wedding Palace, de grootste bruidsmodezaak ter wereld, en bekend van diverse televisieprogramma’s, waaronder Say Yes to the Dress Benelux, Married at First Sight en sinds 2025 The Real Housewives van het Zuiden.

## Biografie
Ramona Koonings groeide op in een Brabants gezin waarin hard werken centraal stond. Haar moeder werkte bij bruidsmodezaak Koonings, waar Ramona al op jonge leeftijd meehielp. Ondanks haar dyslexie, die lezen en leren bemoeilijkte, wist ze haar droom na te jagen. Op 14-jarige leeftijd begon ze als koffiemeisje in de zaak, en op haar 17e nam ze samen met haar moeder Ineke het bedrijf over.
Onder haar leiding groeide Koonings uit tot een internationaal begrip. In 2018 opende ze Koonings The Wedding Palace, een bruidsmodepaleis van 11.000 m² in Deurne, en in 2024 volgde The Wedding Castle in Valkenburg.

## Carrière
Koonings is niet alleen ondernemer, maar ook ontwerpster van haar eigen bruidsjurkencollectie: Ramona Koonings Couture. Haar collecties worden jaarlijks gepresenteerd in haar eigen salon binnen The Wedding Palace.
Met een team van circa 80 medewerkers en een collectie van ongeveer 4.500 jurken ontvangt ze jaarlijks duizenden bruiden uit binnen- en buitenland.

## Televisie
Ramona Koonings is het vaste gezicht van het TLC-programma Say Yes to the Dress Benelux, dat sinds 2017 wordt opgenomen in haar winkel. Daarnaast is ze te zien in Married at First Sight en sinds 2025 als een van de hoofdrolspeelsters in The Real Housewives van het Zuiden op Videoland.

## Persoonlijk leven
Ramona woont samen met haar zoontje Robert in Deurne. Haar familie is nauw betrokken bij het bedrijf; haar moeder, bonusvader en zus werken ook bij Koonings.